# Berliet PCM
Le Berliet PCM est un autobus fabriqué par la marque française Berliet de 1965 à 1971.

## Histoire
Le Berliet PCM est la proposition du constructeur Berliet au cahier des charges défini en 1958 par la RATP et l’UTPUR (Union des Transports Publics Urbains et Ruraux) pour un « autobus standard » : une longueur de 11 m, un plancher plat à 63,5 cm du sol au maximum, une hauteur intérieure de 2,20 m minimum avec des baies hautes à 1,78 m du plancher, un pare-brise anti-reflets et un moteur de 150 ch couché sous le poste de conduite. 
Les constructeurs français Berliet et SAVIEM et Verney présenteront chacun un prototype le 23 mars 1962, le SAVIEM SC 10, le Berliet PCM et le Verney AUS. Ce dernier constructeur, n'ayant pas la capacité industrielle pour assurer la production envisagée, se retire presque aussitôt.
Les lignes du PCM sont très anguleuses. Le dessin est signé du designer-styliste Philippe Charbonneaux. Berliet fait le pari d’une carrosserie en aluminium boulonnée sur un châssis surbaissé à longerons.

## Modèles

### PCM-R
750 exemplaires RATP. N° de parc : 4151 à 4500 - 4601 à 5000. (Prototype 4451)

### PCMR-E

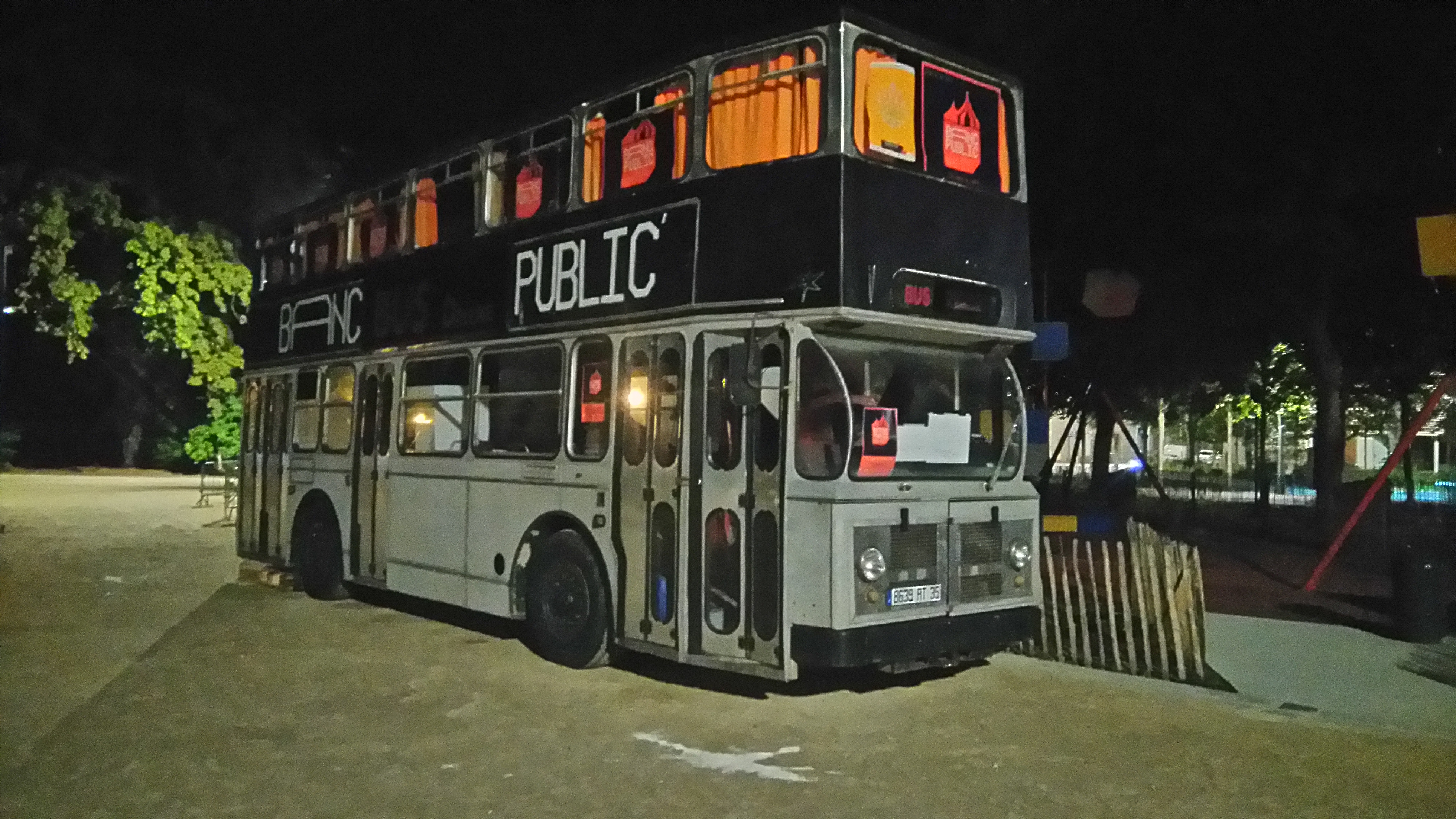
Autobus à impériale Berliet PCMR-E.

Le Berliet PCMR-E est un autobus urbain à deux niveaux comme on en voit partout à Londres. Au milieu des années 1960, la RATP lance un appel d'offres pour un autobus à 2 étages afin de réduire la surface d’occupation au sol des bus tout en augmentant la capacité de transport, la RATP décide de réaliser une expérimentation en prenant exemple sur les autobus à double étage londonien.
Berliet  répond à la demande en produisant, en 1966, un prototype réalisé sur la base du PCM dans sa version raccourcie avec un deuxième niveau : le PCMR-E. Présenté à la RATP, ce prototype reçoit des critiques en raison de la hauteur sous plafond trop faible pour les usagers. Mais le volume du futur marché est trop faible pour qu’un constructeur lance une étude pour un tout nouveau modèle. La RATP commande 25 exemplaires du Berliet PCMR-E qui sont mis en service en 1967.
Bien qu'ayant reçu un bon accueil car les passagers sont attirés par la curiosité, la RATP constate très vite que les usagers ne montent plus à l’étage : ceux qui empruntent le bus pour des distances moyennes préfèrent rester en bas et s’économiser ainsi de monter les marches et surtout les plafonds sont bas : 1,89 mètre en bas et seulement 1,70 mètre en haut.
La RATP utilisera pendant une petite décennie les Berliet PCMR-E qui n'ont pas convaincu. Les 26 exemplaires construits en 1968 seront réformés en février 1977.

### PCM-UC
C'est à la demande expresse du réseau marseillais que Berliet adapte, en 1966, la carrosserie du PH sur un châssis de PCM donnant alors la version PCM-UC. Ce véhicule étrange et hétérogène, a été fortement pénalisé par sa carrosserie en acier très lourde alors que le PCM disposait d'une carrosserie aluminium. Il ne sera produit qu'à 16 exemplaires.

### PGR, le petit PCM
Au début des années 1960, la circulation dans Paris est devenue très difficile. Il n'est pas encore envisagé des voies réservées et l'idée de ne voir que des autobus de 11 m se substituer aux anciens qui mesuraient 9,15  ou   9,75 m, effraie la Préfecture de Police, qui les imagine bloquer la circulation aux carrefours. La RATP finit par admettre la pertinence d'un autobus moins encombrant que les SC10 et PCM. L'autobus Berliet PCMRE, longs de 9,83 m, à étage, va dans ce sens. 
Berliet imagine de supprimer l'étage du PCMRE puis propose une version réduite du PCM, mais sans le moteur MAN couché sous le conducteur. Paul Berliet veut éviter de se fournir chez son rival SAVIEM, désormais importateur exclusif des moteurs MAN. Le moteur est donc un Berliet 4 cylindres vertical positionné à l'avant, le M420.30 de 5,88 l (120 × 130 mm), développant 120 ch. La boîte de vitesses est une Wilson semi-automatique à quatre rapports au milieu du châssis. Le pont arrière est aussi une adaptation de celui surbaissé du PCM. La suspension mixte comprend des lames d'acier traditionnelles ainsi que quatre coussins pneumatiques à l'arrière et deux à l'avant (concept « Airlam »). 
La caisse, en aluminium, est d'un design proche de celui du PCM avec le fameux pare-brise bombé cylindrique. Elle est longue de 9,00 m hors-tout et large de 2,25 m, avec les mêmes grandes portes que la version standard. Le plancher est à 65 cm du sol. Le véhicule prend le nom de PGR, le « P » étant le préfixe de tous les cars et bus Berliet, « GR » pour « Gabarit réduit ».
À l'exception de son moteur, le véhicule conserve toutes caractéristiques du standard et le projet enthousiasme la RATP, d'autant que Berliet est parvenu (le 5/8/1966) à un prix très serré de 122 478 F HT sur la base de 100 unités produites, quand un PCM en vaut 243 000, un SC10 235 000 et un PCMRE 247 300. 
Le premier prototype est mis en service à Paris du 28 novembre 1968 au 9 janvier 1969. La RATP commande alors une première tranche de 100 exemplaires, puis une autre de 460, pour bénéficier d'une remise de prix sur la totalité. Ils sont tous aménagés à un agent en 45 places, dont 28 assises et 17 debout. 
Les PGR vont coûter cher à Berliet, pas seulement à cause d'un prix sous-évalué mais parce que la RATP a fixé des pénalités de retard élevées. Alors que 76 PGR devaient être livrés fin mai 1970, seulement 61 l'ont été. A ce retard de production, s'ajoutent les pénalités pour immobilisation sur panne. L'addition, fin mai 70, s'élève déjà à 400.000 F (61.000 €). Les pannes concernent la rupture des pieds des sièges, des supports de compresseur, des supports du moteur. Le moteur Berliet 4 cylindres est non seulement bruyant mais il fait vibrer la caisse qui, mal étudiée, amplifie les sollicitations. A cela s'ajoute un ralenti défaillant. Le moteur est bien adapté pour les camions GAK et Stradair qui font de la route, beaucoup moins sur un autobus qui ne fait que démarrer et s'arrêter. Le PGR bat le record du nombre de pannes aux 10.000 km, 1,583 contre 0,663 pour le Saviem SC10 et 0,989 pour le PCM. Quelques défauts seront corrigés en service après-vente et sur les véhicules neufs à partir du 64ème exemplaire fabriqué.
Avec l'introduction de la carte orange en 1975, les Parisiens reprennent goût à l'autobus. Le PGR, peu fiable, est aussi devenu trop petit et laisse sa place, sans regrets aux nouveaux SC10 2ème génération. Les derniers PGR ont été réformés en 1983
Au total, Berliet a produit 606 exemplaires du PGR.

## Les problèmes des PCM
Doté du même moteur MAN bridé à 135 ch que les premiers SAVIEM SC 10.U, le Berliet PCM est plus cher à l'achat car sa caisse en aluminium est boulonnée sur un châssis en acier. Ce choix constructif rend le véhicule plus léger donc plus maniable que son concurrent et sa suspension est entièrement pneumatique à correction de niveau, offrant un très bon confort.
Toutefois, la corrosion s'installe très vite aux points de contact entre l'acier du châssis et l'aluminium de la caisse du PCM et les coûts d'entretien se révèlent très élevés. Berliet interrompt, dès décembre 1971, la production de l'autobus le mieux adapté au service urbain qu'il n'ait encore jamais eu à son catalogue pour le remplacer par le PR 100, très bruyant dans ses premières versions et non conçu pour les lignes à forte charge exploitées en libre-service du fait de l'absence de porte arrière.